# Хироно (Фукусима)
Хироно (яп. 広野町 Хироно-мати) — посёлок в Японии, находящийся в уезде Футаба префектуры Фукусима. Площадь посёлка составляет 58,39 км², население — 4988 человек (1 августа 2014), плотность населения — 85,43 чел./км².
11 марта 2011 года город пострадал от землетрясения и цунами и последующей аварии на АЭС Фукусима I и впоследствии город был эвакуирован. 1 марта 2012 года правительство и жители посёлка смогли впервые вернуться после эвакуации. Хироно стал первым из девяти эвакуированных населённых пунктов, куда правительство разрешило людям вернуться.

## Географическое положение
Посёлок расположен на острове Хонсю в префектуре Фукусима региона Тохоку. С ним граничат город Иваки и посёлок Нараха.

## Население
Население посёлка составляет 4988 человек (1 августа 2014), а плотность — 85,43 чел./км². Изменение численности населения с 1980 по 2005 годы:
| 1980 | 5335 чел. |  |
| 1985 | 5323 чел. |  |
| 1990 | 5591 чел. |  |
| 1995 | 5767 чел. |  |
| 2000 | 5813 чел. |  |
| 2005 | 5533 чел. |  |

## Символика
Деревом посёлка считается сакура, цветком — Lilium auratum, птицей — Zosterops japonicus.